# Eupithecia decipiens
Eupitecia decipiens es una especie de polilla de la familia Geometridae. La especie fue descrita por primera vez por Louis Beethoven Prout en 1938 con distribución en Irán y Afganistán. Según la estructura de los genitales masculinos y femeninos esta especie pertenece al grupo de especies E. centaureata, junto con otras especies de la región.

## Distribución
La especie se encuentra distribuida en Afganistán, las regiones del noreste de Irán, Uzbekistán, Kirguistán y las regiones áridas de Turquestán. Se ha descrito en altitudes entre 1500 a 2900 metros (4921,3 a 9514,4 pies) de altitud.

## Descripción
La especie tiene características únicas que la distinguen de las otras especies asiáticas del género. Las alas anteriores son triangulares con márgenes casi rectos, el ápice estrecho y una distintiva banda medial oscura, oblicua y estrecha entre las líneas transversales antemedial y medial, haciendo que forme ángulo pronunciado desde la vena R hasta la costa. Estas marcas hacen de esta una especie fácil de identificar.